# Sławomir Skrzypek
Sławomir Stanisław Skrzypek (10. květen 1963, Katovice, Polsko – 10. duben 2010, Pečersk, Rusko) byl polský ekonom.

## Životopis
Ještě za studií Slezské polytechniky se začal angažovat v řadách Nezávislé asociace studentů, což mu vyneslo půl roku ve vazbě (1982). V roce 1997 získal titul MBA na University of Wisconsin–La Crosse, diplom z obchodního managementu získal poté na Univerzitě v Georgetownu. Během svého studijního pobytu v USA pracoval také ve Washingtonu v kanceláři kongresmana, kde se zaměřil na legislativní práci v oblasti bankovnictví a financí, a na polské misi při OSN v New Yorku. Kromě toho absolvoval postgraduální studium na krakovské Ekonomické univerzitě a na Fakultě práva a správy Slezské univerzity v Katovicích.
V letech 1993 až 1997 pracoval na Nejvyšším kontrolním úřadu. Poté byl do roku 2000 místopředsedou představenstva Národního fondu pro ochranu životního prostředí a vodního hospodářství ve Varšavě. Od května 2001 do ledna 2002 byl členem správní rady PKP SA zodpovědným za restrukturalizaci a corporate governance. Od listopadu 2002 byl náměstkem pro oblast financí a investic varšavského starosty Lecha Kaczyńského. Mimo jiné byl zasedal ve statutárních orgánech několika společností včetně Polské televize nebo Poštovní banky. Od prosince 2005 byl místopředsedou a od září 2006 do ledna 2007 předsedou největší polské banky – PKO BP.
3. ledna 2007 ho polský prezident Kaczyński navrhl do funkce guvernéra Polské národní banky. Hlasy poslanců za Právo a spravedlnost, Sebeobranu a Ligy polských rodin ho Sejm zvolil 10. ledna 2007 guvernérem. Výkon funkce zahájil o den později, když složil slib. Výběr Skrzypeka vyvolal kritiku opozice, části médií a ekonomů, když poukazovali na nedostatek jeho vědeckých a hospodářských zkušeností. Podobné komentáře však nenechal Skrzypek bez odezvy a bránil se soudně.
Zemřel při leteckém neštěstí u ruského Smolensku 10. dubna 2010. Posmrtně obdržel Velitelský kříž s hvězdou Řádu Polonia Restituta (Krzyż Komandorski z Gwiazdą Orderu Odrodzenia Polski).